# Syrphophagus jucundus
Syrphophagus jucundus är en stekelart som först beskrevs av Mercet 1923.  Syrphophagus jucundus ingår i släktet Syrphophagus och familjen sköldlussteklar. Inga underarter finns listade i Catalogue of Life.